# Mistrzostwa Świata w Kajakarstwie 1958
5. Mistrzostwa świata w kajakarstwie odbyły się w dniach 14-17 sierpnia 1958 w Pradze.
Rozegrano 13 konkurencji męskich i 2 kobiece. Mężczyźni startowali w kanadyjkach jedynkach (C-1) i dwójkach (C-2) oraz w kajakach jedynkach (K-1), dwójkach (K-2) i czwórkach (K-4), zaś kobiety w kajakach jedynkach i dwójkach. Liczba i rodzaj konkurencji nie zmieniły się od poprzednich mistrzostw.
Pierwsze miejsce w klasyfikacji medalowej wywalczyli reprezentanci Związku Radzieckiego, dla których był to pierwszy start w mistrzostwach świata w kajakarstwie.

## Medaliści

### Mężczyźni

#### Kanadyjki
| Konkurencja: | Złoto:                                        | Rezultat | Srebro:                                    | Rezultat | Brąz:                                      | Rezultat |
| C-1 1000 m   | Giennadij Bucharin                            | 4:33,3   | Jiří Vokněr                                | 4:34,6   | Jurij Winogradow                           | 4:35,6   |
| C-1 10 000 m | Giennadij Bucharin                            | 52:15,9  | Jiří Vokněr                                | 53:31,6  | Nichifor Tarara                            | 53:58,2  |
| C-2 1000 m   | Rumunia · Dumitru Alexe · Simion Ismailciuc   | 4:27,2   | Węgry · László Simari · Lajos Bodnar       | 4:30,0   | Czechosłowacja · Jiří Kodeš · Václav Vokál | 4:30,3   |
| C-2 10 000 m | ZSRR · Stiepan Oszczepkow · Aleksandr Siłajew | 49:45,4  | Rumunia · Achim Sidorov · Lavrente Calinov | 50:21,4  | Czechosłowacja · Jiří Kodeš · Václav Vokál | 50:22,4  |

#### Kajaki
| Konkurencja:  | Złoto:                                                               | Rezultat | Srebro:                                                                 | Rezultat | Brąz:                                                                                  | Rezultat |
| K-1 500 m     | Stefan Kapłaniak                                                     | 1:49,2   | Gert Fredriksson                                                        | 1:50,3   | Dieter Krause                                                                          | 1:51,6   |
| K-1 1000 m    | Fritz Briel                                                          | 3:51,4   | Ferenc Hatlaczky                                                        | 3:53,0   | Gert Fredriksson                                                                       | 3:53,1   |
| K-1 10 000 m  | Thorvald Strömberg                                                   | 46:56,2  | Ladislav Čepčianský                                                     | 47:35,4  | Vagn Schmidt                                                                           | 48:33,4  |
| K-1 4 × 500 m | RFN · Paul Lange · Meinrad Miltenberger · Helmut Herz · Fritz Briel  | 7:58,4   | Węgry · György Mészáros · László Kovács · Ferenc Hatlaczky · Lajos Kiss | 8:00,9   | Szwecja · Henri Lindelöf · Carl von Gerber · Sven-Olov Sjödelius · Gert Fredriksson    | 8:03,1   |
| K-2 500 m     | Polska · Stefan Kapłaniak · Władysław Zieliński                      | 1:43,0   | Węgry · László Nagy · László Kovács                                     | 1:43,1   | RFN · Meinrad Miltenberger · Paul Lange                                                | 1:43,5   |
| K-2 1000 m    | Belgia · Henri Verbrugghe · Germain Van der Moere                    | 3:36,3   | ZSRR · Jewhen Jacynenko · Iwan Hołowaczow                               | 3:36,5   | ZSRR · Mihhail Kaaleste · Anatolij Diemitkow                                           | 3:36,9   |
| K-2 10 000 m  | Węgry · János Urányi · László Fábián                                 | 42:27,7  | RFN · Heinz Ackers · Wilhelm Schlüssel                                  | 42:29.2  | RFN · Helmuth Stocker · Franz Teidl                                                    | 42:53,8  |
| K-4 1000 m    | RFN · Michel Scheuer · Georg Lietz · Gustav Schmidt · Theodor Kleine | 3:10,7   | Węgry · György Mészáros · József Pehl · András Szente · János Petroczy  | 3:11,7   | ZSRR · Mihhail Kaaleste · Igor Pisariew · Anatolij Troszenkow · Anatolij Diemitkow     | 3:13,7   |
| K-4 10 000 m  | RFN · Michel Scheuer · Georg Lietz · Gustav Schmidt · Theodor Kleine | 37:03,2  | RFN · Günter Krüger · Walter Sander · Heinrich Hell · Hubert Birgels    | 37:13,3  | ZSRR · Mykolas Rudzinskas · Wołodar Zwiozdkin · Alfonsas Rudzinkas · Wasilij Stiepanow | 37:25,6  |

### Kobiety

#### Kajaki
| Konkurencja: | Złoto:                                  | Rezultat | Srebro:                                          | Rezultat | Brąz:                                | Rezultat |
| K-1 500 m    | Jelizawieta Kisłowa                     | 2:02,1   | Antonina Sieriedina                              | 2:02,2   | Therese Zenz                         | 2:02,7   |
| K-2 500 m    | ZSRR · Nina Gruzincewa · Marija Szubina | 1:52,3   | ZSRR · Antonina Sieriedina · Jelizawieta Kisłowa | 1:53,1   | RFN · Therese Zenz · Ingrid Hartmann | 1:54,5   |

## Klasyfikacja medalowa
| Miejsce | Państwo        | Złoto | Srebro | Brąz | Razem |
| ------- | -------------- | ----- | ------ | ---- | ----- |
| 1       | ZSRR           | 5     | 3      | 4    | 12    |
| 2       | RFN            | 4     | 2      | 4    | 10    |
| 3       | Polska         | 2     | 0      | 0    | 2     |
| 4       | Węgry          | 1     | 5      | 0    | 6     |
| 5       | Rumunia        | 1     | 1      | 1    | 3     |
| 6       | Belgia         | 1     | 0      | 0    | 1     |
| 6       | Finlandia      | 1     | 0      | 0    | 1     |
| 8       | Czechosłowacja | 0     | 3      | 2    | 5     |
| 9       | Szwecja        | 0     | 1      | 2    | 3     |
| 10      | Dania          | 0     | 0      | 1    | 1     |
| 10      | NRD            | 0     | 0      | 1    | 1     |
|         | Razem          | 15    | 15     | 15   | 45    |